# Исходное положение (фильм)
«Исходное положение» (фр. Case départ) — французский фильм, снятый режиссёрами Фабрисом Эбуе, Томасом Н’Гиоль, Жеромом Л’отски в 2011 году. Фильм был тепло принят критиками и занял лидирующие позиции во французском прокате, в первый день занял второе место после американского фильма «Трансформеры 3: Тёмная сторона Луны», в течение первой недели уступал лишь позиции фильму «Гарри Поттер и Дары Смерти». Через 3 недели после выхода был просмотрен более миллиона раз в кинотеатрах Франции. Фильм продолжал входить в список самых кассовых фильмов в течение 5 недель.

## Сюжет
Действие разворачивается вокруг двух сводных чёрных братьев. Первый из них, Жоэль, сын мусульманской иммигрантки из Африки, вырос гопником в иммигрантском гетто, не работает, ненавидит белых, склонен к воровству, постоянно и необоснованно обвиняет всех французов в том, что они расисты. Второй, Режис — мулат, сын белой француженки, рос в богатом районе, но из-за своего цвета кожи становился объектом насмешек одноклассников и в результате вырос отчасти ксенофобом, считает себя французом и презрительно смотрит на иммигрантов, в том числе своего чёрного отца и Жоэля. Находит себе престижную работу и женится на белой женщине. Лишь единственное связывает Жоэля и Режиса — их отец, потомок раба, который перед смертью вручает сыновьям старинный документ, отменивший рабские права его предка. Братья, и так плохо ладившие друг с другом, просто разрывают документ, что разочаровывает пожилую чёрную даму, которая оказывается колдуньей и переносит братьев в XVIII век, в некую южную страну, которая входила в состав французской колонии. Братьев сразу ловят работорговцы, их покупает господин Журдэн, которых отводит на свою плантацию и заставляет работать. Режис получает кличку Гаспар, а Жоэль — Жедеон. Гаспар попадает на кухню, так как является мулатом, а Жедеон идёт работать в полях. Не согласный со своей судьбой, Жедеон постоянно устраивает саботажи, из-за чего приобретает репутацию самого опасного и дикого негра и даже подвергается публичной порке. В то же время, Гаспар быстро понимает, в какой ситуации он оказывается и ведёт себя благоразумно, за что завоёвывает в некоторой степени лояльность. Перед братьями появляется та самая колдунья и говорит, что они смогут вернуться назад лишь в том случае, если рабыня Розали и их предок станут парой, однако возникает новая проблема: Розали влюбляется в Жедеона.

## Роли исполняли
- Фабрис Эбуэ — Режис Гродезир
- Томас Н’Гиоль — Жоэль Гродезир
- Стефи Сельма — Розали
- Эрик Эбони — Изидор
- Этьен Шико — мсье Журден
- Катрин Осмален — мадам Журден
- Давид Салль — Анри
- Франк де ла Персонн — священник
- Жозефин де Мо — Жозефина Журден
- Макс Бесетт де Малглейв — Виктор Журден
- Бланш Гарден — Коринн

## Критические отзывы
Французская пресса положительно отозвалась о фильме, так критик журнала Metro назвал фильм приятным сюрпризом. Журнал Première назвал фильм остроумной комедией, а в газете Le Journal du dimanche написали, что фильм получился очень смешной комедией, но не глупой. Фильм подойдёт хорошо для семейного просмотра. Медиа-компания AlloCiné, дала фильму оценку 3 из 5.